# Ojguíbovka
Ojguíbovka (en rus: Ожгибовка) és un poble de l'óblast de Nijni Nóvgorod, a Rússia, segons el cens del 2010 tenia 164 habitants, pertany al municipi de Bolxoie Andóssovo.